# Orsolya Várkonyi
Orsolya Várkonyi (* 16. Januar 1989 in Budapest) ist eine ungarische Fußballspielerin.

## Leben

### Fußballkarriere

#### Verein
Várkonyi begann ihre Profi-Karriere mit dem 1. FC Femina aus Pestújhely, Budapest. Hier spielte sie zwei Jahre in der Női NB I, der ersten Frauen-Fußballliga und wechselte im Sommer 2003 zu MTK Budapest FC. Sie spielte vier Jahre für MTK Budapest und schloss sich im Juli 2007 dem Verein Viktória FC aus Szombathely an. Várkonyi spielte in nur 22 Spielen in ihren zwei Jahren in  Szombathely und entschloss sich 2009 zum Wechsel nach Soproni, wo sie bei FAC unterschrieb. Bei Soproni FAC wurde sie schnell zum Shootingstar und erzielte in nur 27 Spielen 44 Tore. Diese Quote brachte ihr im Januar 2011 einen Vertrag bei Pécsi MFC ein, wo sie bis zum Juni 2011 spielte. Am 15. Juli 2011 folgte der Weg nach Österreich zum USC Landhaus Wien.

### International
Várkonyi ist ehemalige U-19 Nationalspielerin und steht derzeit im erweiterten Kader der A-Nationalmannschaft.

### Futsal-Karriere
Neben ihrer Karriere als Fußballerin spielte sie in Ungarn für verschiedene Vereine auf Futsalebene. Sie spielte für Iris-Budapest SC in der Női Futsal, 2009 in der Női Futsal NB I – NB II osztályozó für Dunavarsányi TE und bis zu ihrem Wechsel nach Österreich für Rubeola FC in der Női Futsal NB II Felső-ág.

### Titel
- Női NB I

Meister2002, 2003, 2005, 2009
2.2004, 2006, 2008
3.2007, 2008
- Ungarischer Pokal

Gewinner2005, 2006, 2008, 2009